# Camorra
La Camorra és una organització criminal mafiosa de la regió de la Campània i la ciutat italiana de Nàpols. En comparació amb les màfies veïnes, la Sacra corona unita i la 'Ndrangheta, la Camorra se centra més en la pirateria.

## Història

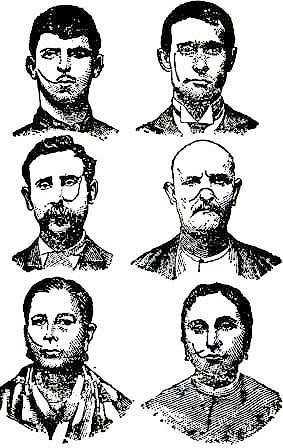
Camorristi a Nàpols, al 1906

La Camorra neix a Nàpols als voltants del segle xiv.
Els seus membres, anomenats camorristi, es relacionaren amb activitats de contraban, xantatges, suborns, robatoris i assassinats. Van saquejar i terroritzar el país durant segles, i van sortir a la llum pública vers el 1830. La Camorra va prosperar durant els desordres que es van produir a Itàlia durant les lluites per la unificació.
Malgrat es va tractar -infructuosament- de reconvertir els camorristi dins del cos de policia, la Camorra va continuar sembrant el terror, i pràcticament governaven la ciutat de Nàpols a començaments del segle xx. El seu poder es debilità enormement quan els seus membres foren duts a judici l'any 1911. Posteriorment l'associació fou eliminada l'any 1922 pel govern feixista de Benito Mussolini. No obstant això, bandes criminals semblants a la Camorra continuaren operant a Nàpols, tot i que des del 1984, les confessions d'alguns caps camorristes «penedits» han dut a la desarticulació de part de la infraestructura que havien tornat a desenvolupar des dels anys 60.
Extensió de la Camorra napolitana fou Al Capone als Estats Units.
Camorra és també una pel·lícula de l'any 1972, dirigida per Pasquale Squitieri i protagonitzada per Fabio Testi i Jean Seberg.